# Dawid Kurminowski
Dawid Kurminowski (Śrem, 24 febbraio 1999) è un calciatore polacco, attaccante del Lechia Danzica.

## Carriera
Ha giocato nella prima divisione slovacca, in quella danese ed in quella polacca.

## Palmarès

### Individuale
- Capocannoniere del campionato slovacco: 1

2020-2021 (19 gol)